# 隆古乡
隆古乡，是中华人民共和国河南省信阳市潢川县下辖的一个乡镇级行政单位。

## 行政区划
隆古乡下辖以下地区：
隆古村、谢围子村、张庄村、高稻场村、王围孜村、堡孜口村、吴庄村、中心村、徐庄村、高营村和冯楼村。